# 立ち食い

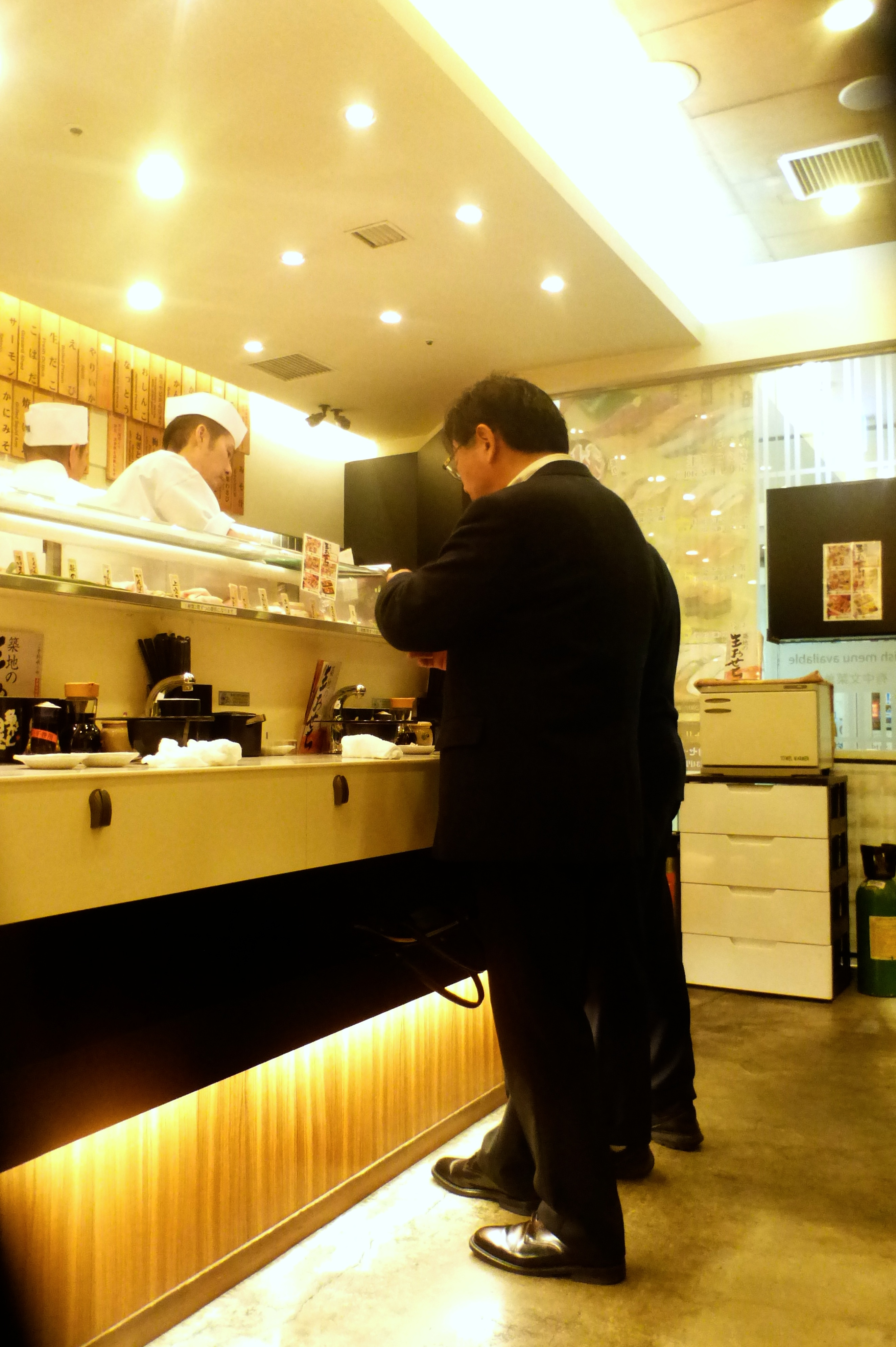
立ち食い寿司の店／東京都千代田区神田佐久間町にて2015年（平成27年）撮影。

立ち食い/立食い（たちぐい、表外漢字使用：立ち喰い 等）
1. 立ったまま食べること[* 1][2]。
2. 客に立ったまま食べさせる飲食店業態[1]

本項では後者の業態を詳述する。
立ち食いとは、客に立ったまま食べさせる飲食店業態である。ファストフードの一種で日本に多い。そば・うどん・すしなどの立ち食い店がある。酒場の場合は立ち飲みという。

## 概要
駅構内やオフィス街の一角など、食事を手早く済ませたいニーズが多い場所に立地される。
販売側が席を設けないことの利点として、混雑時に顧客の回転率を低下させないことや、客席を持たないことで面積あたりの収益率を上げる効果があげられる。また、店舗面積が狭いために立ち食い以外の形態をとれない、消耗品である椅子を用意しなくても良い、椅子がなくなることで掃除がしやすいなどの消極的な理由から立ち食いの形式をとる場合もある。
一般的には、席のある店よりと比べて値段が安く設定されている。店舗は狭い調理スペースとカウンターが設置され、客は専らカウンターに向かい食事をする。移動しない屋台に近いといえる。その他、セルフサービスの飲料水サーバーや食券販売機を併置して、店員の作業量を減らし早く食事を提供する工夫がなされていることが多い。

## 種類
現代の日本で最も一般的なのは立ち食い蕎麦屋（cf. 蕎麦屋）である。これは江戸にて江戸時代から始まっており、酒、寿司、天ぷら（串揚げ）も同様に売られていた。その他にも焼き鳥、カレーライスなどの作り置きができて調理に時間のかからない料理が提供されている。
寿司屋の中には、看板の店名の前に「立ち食い」と書いてあるものの実際には立ち食いではない店がある。これは、屋台で立ち食いする形式が一般的であった江戸前寿司の名残ともされる。北大路魯山人は『握り寿司の名人』にて
戦後、寿司が立ち食いから椅子にかけて食うようになった
と述べている。中京地方では現在でも一般的な表記である。
また、酒類を出す立ち飲み屋も数多く見られる。
2009年、立ち食いに「焼肉」のジャンルが発祥となったのが、神田「六花界」である。
2010年代に入り、「俺の」や「いきなり!ステーキ」などに代表される、フランス料理やステーキなど調理に時間がかかり、従来立ち食い向きではないと言われてきた料理を提供するチェーンも複数現れている。
イタリアではバールと呼ばれる立ち食い形式で軽食を供する商売が一般的である。

## 立食

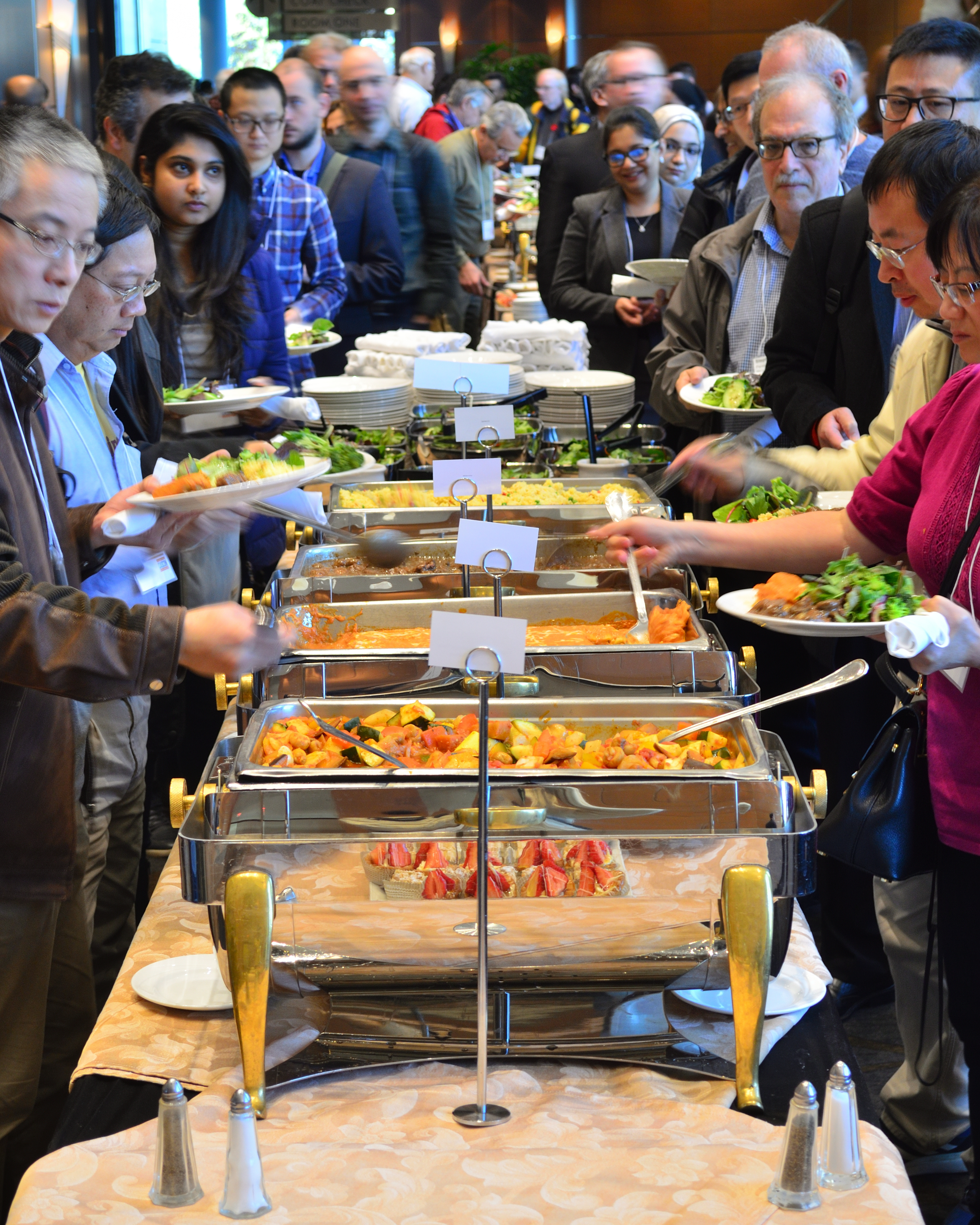
立食パーティー

「立ち食い」は、第1義・第2義ともに、辞書によっては「立食（りっしょく）」を同義語に挙げている。この語は「座って食事すること」の意味での「座食/坐食（ざしょく）」の対義語である。
初出は、『朝野新聞』の1882年（明治15年）12月15日刊に見られる一文「造幣局の各官吏は、忘年、新年宴会等に席貸に於て芸妓を招くことを廃止し、洋風の立食に替へらるることになりし趣」。明治時代前期に現われた言葉であり、『漢英対照いろは辞典』（1888年〈明治21年〉）は「立食（たちぐひ）」「立ち食ひ」と同義語とし、『俗語辞海』（1909年〈明治42年〉）も同じ見解を持つ一方、『言海』（1891年〈明治24年〉）と『日本大辞書』（1893年〈明治26年〉）は「パーティーで飲食物を卓上に置いて自由に取って食べる形式」という旨の語意のみを挙げている。
現代日本語においても、「立ち食い」と同義語とするかどうかは辞書によって見解が異なるものの、多くはパーティー形式の立ち食いに限定している。

### 立食パーティー
立食パーティーとは、料理をビュッフェ形式（立食とセルフサービスを特徴とする形式）で供するパーティーのことで、参加者は各自セルフサービスで元卓（ビュッフェテーブル）に供された大皿の料理から各自の皿へ適量を取り分けて立位のままで食べる。決まった席は設けられないが、壁際などに椅子が用意されていて望めば座食も可能な場合が多い。
定められた席の無い立食形式では、参加者は自由に動くことができるため、交流しやすいという利点がある。一方、料理の提供者および主催者にとっては、大皿料理は調理の手間が軽減できるうえに個々に配膳する必要もないため、比較的少人数でこなすことができ、コスト削減に繋がるという利点がある。